# Académie américaine de guitare
 (janvier 2015).
L'Académie américaine de guitare a été créée aux États-Unis en 1991[réf. nécessaire]. Sa première antenne internationale a ouvert à Tokyo en 2011. Elle était à l'époque la seule école de guitare du Japon offrant des cours dans plusieurs langues : japonais, anglais, espagnol, français, italien et allemand. Elle enseigne plusieurs styles de guitare acoustique et de guitare électrique : jazz, rock, blues, pop, funk, classique, flamenco, tango, folk, R&B et autres.

## Histoire
En octobre 2014, l'académie a ouvert une deuxième antenne dans le quartier de Roppongi. Actuellement, l'équipe comporte huit professeurs de guitare issus de huit pays différents.
Les cours vont des niveaux débutant à confirmé, sous forme de cours particuliers ou en groupe. Ensembles de guitares, ateliers de concerts, théorie musicale, solfège et formation auditive font partie de la formation intitulé International Music School Program. Cette formation prépare aussi les étudiants qui souhaitent se former à l'étranger pour étudier la musique dans un cadre universitaire.
Les cours de théorie musicale, de solfège et de formation auditive du IMSP ne sont pas réservés aux guitaristes mais sont ouverts à tous les musiciens pratiquant d'autres instruments.
Michael Kaplan, l'actuel directeur de l'Académie américaine de guitare,, a publié un livre de transcriptions de guitare bebop publié par Berklee Press et Hal Leonard. Il a également travaillé avec le Dr Mike Diliddo et Jamey Aebersold sur l'élaboration d'une méthode de guitare.
L'académie américaine de guitare collabore avec Bill Edwards, l'auteur de Fretboard Logic, ainsi qu'avec Truefire, une ressources en ligne de cours de guitare, afin de développer de nouveaux projets et d'améliorer constamment les méthodes d'apprentissage de la guitare au Japon.